# Расулзада, Кохир
Кохир Расулзада (Расулзода, тадж. Қоҳир Расулзода, до мая 2007 года — Абдукохир Абдурасулович Назиров, тадж. Абдуқоҳир Абдурасулович Назиров; род. 8 марта 1961, Ходжентский район, Ленинабадская область, Таджикская ССР, СССР) — таджикский политический деятель, 8-й премьер-министр Таджикистана с 23 ноября 2013 года.

## Биография
Абдукохир Назиров родился 8 марта 1961 года в селе Кистакуз (ныне Хистеварз) Ходжентского района Ленинабадской области Таджикской ССР.
В 1982 году окончил Сельскохозяйственный институт Таджикистана (ныне Таджикский аграрный университет) по специальности «инженер-гидротехник», после чего начал трудовую деятельность в качестве техника-контролера строительной лаборатории объединения «Таджикирсовхозстрой», расположенного в городе Худжанд Гафуровского района. Затем Назиров работал на должности инженера производственного отдела, главного инженера, начальника ПМК-4, начальника предприятия «Таджикирсовхозстрой».
С января 2000 по декабрь 2006 года Абдукохир Назиров занимал пост министра мелиорации и водного хозяйства Республики Таджикистан.
В 2008 году окончил Академию государственной службы при Президенте Российской Федерации. Имеет учёную степень кандидата технических наук.
Приказом Президента Республики Таджикистан от 2 декабря 2006 года был назначен исполняющим обязанности Председателя Согдийской области. С 27 февраля 2007 по 23 ноября 2013 года являлся Председателем Согдийской области.
В мае 2007 года Абдукохир Абдурасулович Назиров сменил имя на Кохир Расулзада.
В декабре 2007 года и второй раз в апреле 2010 года он был избран первым заместителем Председателя Национального Совета (Маджлиси милли) Высшего собрания Таджикистана (Маджлиси Оли) Республики Таджикистан.
В 2012 году глава Согдийской области Таджикистана Кохир Расулзада подарил Народному артисту СССР и Таджикистана Джурабеку Муродову ключи от двухкомнатной квартиры в центре Худжанда, таким образом поздравив его с 70-ти летием.
23 ноября 2013 года Кохир Расулзада назначен премьер-министром Таджикистана, сменив на этом посту Окила Окилова. Поздравления в связи с назначением на должность ему направил Премьер-министр Украины Николай Янович Азаров.

## Семья
Кохир Расулзада женат, имеет троих детей.

## Награды
- Заслуженный работник Таджикистана
- Орден организации Общества содействия обороне (ОСО) СНГ «За выдающиеся заслуги» (2009)
- Медаль «МПА СНГ. 25 лет» (Межпарламентская ассамблея СНГ, 27 марта 2017 года) — за заслуги в деле развития и укрепления парламентаризма, за вклад в развитие и совершенствование правовых основ функционирования Содружества Независимых Государств, укрепление международных связей и межпарламентского сотрудничества[7].
- Орден «Фидокорона хизматлари учун» (Узбекистан, 2018)[8]
- Орден Почёта (Россия, 30 декабря 2022 года) — за большой вклад в развитие дружбы и сотрудничества между Российской Федерацией и Республикой Таджикистан[9]